# Cylapinae
Los cilapinos(Cylapinae) son una subfamilia de hemípteros heterópteros perteneciente a la familia Miridae.

## Tribus
- Bothriomirini
- Cylapini
- Fulviini
- Rhinomirini